# Marpissa hieroglyphica
Marpissa hieroglyphica är en spindelart som beskrevs av Władysław Taczanowski 1878. Marpissa hieroglyphica ingår i släktet Marpissa och familjen hoppspindlar. Inga underarter finns listade i Catalogue of Life.